# مدينة سيبه الأثرية
 مدينة سيبه الأثرية  بالإنجليزية: Ancient City of tha Sibah in Kukherd )، ( بالفارسية: شهر باستانى سیبه )، مدينة أثرية قديمة يرجع تاريخها إلى ما قبل الإسلام تحديداًً إلى عصر الساسانيين، تقع هذه المدينة الأثرية في ناحية كوخرد في مقاطعة بستك في جنوب غرب محافظة هرمزغان في جنوب إيران. تقع على بعد 1000 متر غرب مدينة كوخرد، إلى الشمال من أنقاض حمام سيبه الساساني.
كانت مدينة مزدهرة خلال فترة الدولة الساسانية.
جزء من هذه المدينة الأثرية تقع أسفل ناحية كوخرد الحالية، والجزء الثاني من المدية تقع أسفل مقابر البلدة.

## أطلال مُدُن بُنجُروُن
مدينة سيبه الأثرية  أو ( مُدُن بُنجُروُن ) كما تسمى باللهجة المحلية، (مدينة اَلأوثان)، من المدن المندثرة، وكانت تقع في « وادي عالي » الذي يعرف اليوم بـوادي شموا، بين سلسلة جبال الناخ في القسم الشمالي على بعد 150 متراً من ضيعة كوخرد، وعلى خط مستقيم في جنوب بلدة دهنو كوخرد، على مقربة من أضرحة القبتين المشهورتين بــدوكنبدان، وعلى بعد 50 متراً من قلعة سيبة.
الأطلال الموجودة وبقايا البيوت المتناثرة هنا وهناك تأكد انها كانت مدينة عظيمة.

## موقع مدينة سيبه الأثرية
تقع مدينة سيبه الأثرية في الجانب الغربي من ناحية كوخرد، تتسع المدينة المكتشفة حوالي 40 هكتاراً، تتوسطه واحة نخيل، وبجوار جليب (بئر مائي معروف)، وتقع في الضلع الجنوبي للمدينة الأثرية آثار قلعة عظيمة تعرف بــقلعة سيبة، وكذلك هناك آثار جداول الماء وسراديب تحت الأرض مبنية بالحصي والصاروج ، وأيضاً آثار لبعض القبور القديمة، كذلك آثار حمام تاريخي مبني من الحجر والصاروج،
و يقع الحمام في الضلع الجنوب الغربي لقرية كوخرد، حيث واحات النخيل، على مقربة آثار قلعة سيبة وتبعد عن ناحية كوخرد حوالي 1000 متر.

### أماكن أثرية أخرى
- قلعة سيبه، بالفارسية: دژ تاریخی سیبه تقع في بلدة كوخرد في مقاطعة بستك في غرب محافظة هرمزغان في جنوب إيران.و يعتبر حصن سيبه في بلدة كوخرد أشهر مثال للمعقل المطوق بخندق في كوخرد حيث أن استعمال خندق دفاعي هي إستراتيجية استخدمت قديما في حماية المدن والقلاع والحصون في المنطقة منذ فترات ما قبل وصول الإسلام.

- حمام سیبه، بالفارسية:حمام سیبه کوخرد، (گرمابه‌ی سيبه)، حمام تاريخي يقع في ناحية كوخرد في مقاطعة بستك في غرب محافظة هرمزغان في جنوب إيران. رغم كونها واحدة من سمات عصر مضي منذ سنوات طويلة، إلا ان عدداً من الحمامات الشعبية في بستك لا يزال يحمل نبضاً حياً على البقاء على قيد الحياة، الفترة الزمنية التي عرفت فيها ناحية كوخرد الحمامات الشعبية، البعض يرجعها إلى عهد الساسانيين.حيث يقولون إنهم أنشؤوا حمامات وأماكن الاستجمام في المنطقة، وكانوا يطلقون عليها اسم «الطبيب الأبكم» لوجود بعض المعالجين الذين كانوا يعملون بها مستخدمين الأعشاب الطبية وبعض الزيوت العطرية لعلاج المفاصل، والالتهابات وبعض امراض الجلد، ولكنهم لم يكونوا من المتحدثين كانوا فقط يعالجون المرضي من دون كلام. ويرجع السبب في إنشاء هذه الحمامات قديماً، إلى أن التجار كانوا يسافرون عن طريق البحر والصحراء مسافات طويلة ومتعبة، ولذلك كان الذهاب إلى هذه الحمامات من أجل الاسترخاء والتخلص من عناء ومشقة السفر حتى ذاع صيت تلك الحمامات التي باتت ملتقى الحكام والتجار وعامة الشعب على حد سواء.

- تـِرنـُه، اسم لِفَلجَ تاريخي في البادية الجنوبية لضيعة كوخرد في منطقة باغ زرد الزراعية التابعة لناحية كوخرد (بالفارسية: بخش كوخرد ) من توابع مدينة بستك في محافظة هرمزغان في جنوب إيران.  تـِرنـُه  تلك الأفلاج الضخمة من الابـداعات الفريـدة لأهالي هذه الضيعة في ذلك الوقت واتخاذهم الأساليب المعماريـة الخاصة، حيث قامـوا ببناء وتشييد ما يعرف بـتـِرنـُه الـذي أمكنهم من تـوصيل ونقل مياه الأفـلاج العـذبـة إلى الضفة الثانيـة للنهر حيث مـزارع النخيل، وسقايت مـزارعهم من هـذا الماء العـذب.

- باراو كوخرد (قنوات المياه)، (بالفارسية: پاراو کوخرد، بالإنجليزية: Paraw Kukherd )، لذلك تسمى (قنات باراو)، وتسمى كذلك (الفقارة، الأفلاج) هي إحدى وسائل الري القديمة، في شمال الغربي لـمدينة ناحية كوخرد في ناحية كوخرد، تابع لناحية كوخرد (بالفارسية: بخش كوخرد) في محافظة هرمزغان ،ويعود تاريخ هذا الأثر إلى عهد الساساني.

- قلعة توصيلة (بالفارسية: قلعه توصيله، بالإنجليزية: Tawsila Fort)، قلعة تاريخية تقع في ناحية كوخرد في مقاطعة بستك في غرب محافظة هرمزغان في جنوب إيران.

- قلعة آماج (بالفارسية: قلعه آماج، بالإنجليزية: Amaj Fort)، قلعة تاريخية تقع في ناحية كوخرد في مقاطعة بستك في غرب محافظة هرمزغان في جنوب إيران.

- معبد سیبه (بالفارسية: پرستشگاه سیبه، بالإنجليزية: Temple Of Siba )، معبد تاريخي في «سيبة» في اطلال مدينة سيبه الأثرية القديمة يرجع تاريخ بناه إلى ما قبل الإسلام. يقع اطلال هذا المعبد في ناحية كوخرد (بالفارسية: بخش كوخرد ) في مقاطعة بستك في غرب محافظة هرمزغان في جنوب إيران.

- بازار سیبه (بالفارسية: بازار سیبه، بالإنجليزية: Bazar of Siba )، سوق تاريخي في ناحية كوخرد ( بالفارسية: بخش كوخرد ) في مقاطعة بستك في غرب محافظة هرمزغان في جنوب إيران. تقع مدينة كوخرد على الضفة الشمالية لنهر مهران في موضع تنعطف فيه اليابسة لتجعل مياه نهر مهران حداً جنوبياً لمدينة كوخرد، وتفصل سلسلة جبال الناخ من جهة الشمال. «کُوخِرد» مدينة قديمة جداَ يرجع تاريخها إلى خمسة آلاف سنة قبل الإسلام وكانت تدعى (سيبأ أو سيبه)، وكانت تتبع مدينة لنجة إدارياً في ما مضى والتي كانت تحت حكم القواسم حيث كانت إمارة القواسم مسيطرة على تلك البلاد.

- كز سیبه (بالفارسية: گِز سیبه، بالإنجليزية: Tree of Siba )، شجرة معمرة في جنوب غربي كوخرد. تقع على مقربة من منطقة «سيبة» في اطلال مدينة سيبه الأثرية القديمة التي يرجع تاريخ بناه إلى خمسة آلاف سنة قبل الإسلام. تقع هذه الشجرة المعمرة في ناحية كوخرد (بالفارسية: بخش كوخرد ) في مقاطعة بستك في غرب محافظة هرمزغان.

## معرض الصور

معبد سيبه
باراو كوخرد (قناة (ري)) الأثري الذي يرجع تايخ بناء إلى ما قبل الإسلام

## وصلات خارجية
- التقسيمات الادارية لمحافظة هرمزغان